# Pier Luigi Olla
Pier Luigi Olla (Pistoia, 19 agosto 1939) è un artista italiano.
Attivo dai primi anni Sessanta, ha lavorato per enti pubblici e privati in vari campi dell'arte. La sua attività si è svolta spesso in stretto rapporto con le contrade del Palio di Siena.

## Biografia
Pier Luigi Olla nasce da padre sardo e da madre fiorentina. Durante la seconda guerra mondiale la famiglia abbandona la città natale a causa dei bombardamenti e si trasferisce poi a Siena nel 1946.
Olla si interessa alle arti sin da bambino. Su indicazione del padre, maresciallo dell'esercito, si iscrive in seguito all'Istituto tecnico per geometri, ritenuto l'unico percorso superiore con un minimo di studio del disegno e con sbocchi lavorativi. Nel mentre, il padre lo iscrive a un corso di tre anni sulla ceramica presso lo scultore Fausto Corsini, da cui Pier Luigi Olla impara i primi rudimenti, diplomandosi nel 1957. In seguito viene seguito anche da due scultori senesi, Plinio Tammaro e Giuseppe Papi. Nel 1958 ottiene il diploma di Geometra e nel 1959, da privatista, consegue il diploma di Maestro d'Arte presso l'Istituto d'Arte di Siena per poter fare il professore.
Tra il 1963 e il 1990 insegna nelle scuole medie della provincia di Siena e di Grosseto, alternando l'attività di professore con quella di artista in un piccolo studio nella Contrada della Chiocciola. Nel 1990 abbandona l'insegnamento per dedicarsi completamente all'arte e trasferendo anche il suo studio nella Contrada della Giraffa, vicino alla chiesa della Madonna di Provenzano.
Inizia a lavorare come artista nei primi anni Sessanta soprattutto nel territorio senese e, quindi, anche presso le contrade. Lui stesso è uomo di contrada, essendo stato battezzato e diventato membro della contrada della Lupa. Tuttavia, riferendosi al suo lavoro di artista, dichiara di non fare differenza tra contrade alleate e nemiche, se non durante i giorni del Palio.
Le sue opere sono esposte soprattutto nel territorio senese, ma anche in altre parti d'Italia e all'estero (come per esempio una Madonna in terracotta per la Missione nel Benin in Africa ed altre opere per collezionisti privati in Gran Bretagna, Stati Uniti e Francia).

## Stile
Le sue opere hanno spesso come soggetto le figure umane, e soprattutto i corpi nudi. La raffigurazione spesso non è realistica, creando figure umane longilinee e slanciate. Le espressioni dei personaggi tendono ad essere raccolte e calme anche nei momenti più critici, come fa notare il critico Piergiacomo Petrioli:
(Piergiacomo Petrioli)
Altro elemento che riccorre nella sua arte è il vento, nelle sue varie forme, dando più drammaticità e movimento alle scene.
Olla rappresenta principalmente scene storiche, bibliche o mitologiche, anche se ha affrontato anche temi più moderni, sotto commissione privata. Dietro le sue opere c'è anche uno studio sui libri antichi ed elementi architettonici italiani dell'epoca a cui vuole far riferimento. Spesso infatti le sue creazioni devono essere racchiuse in un ambiente medievale o storico, e l'artista vuole che le sue opere siano rispettose della realtà in cui verranno posizionate.
Altri suoi lavori, anche senza uno studio storico accurato ed avendo aspetti più moderni, riescono a conciliarsi comunque nell'assetto urbano medievale in cui vengono posizionate. Questo viene sottolineato anche da Enzo Carli, in una dichiarazione del 1995 riguardante la "Rinascita". 
(Enzo Carli, La voce del Campo, 13 agosto 1995)

## Opere

### Scultura
L'artista ha usato diversi materiali: da quelli più duttili, come la creta nei suoi vari colori, a materiali di orificeria, quali l'oro, l'argento ed il bronzo, fino a materiali più rigidi come il marmo, l'avorio e il legno.
Molte sue opere sono state create per le contrade del territorio senese, e in particolare per quelle vicine al suo laboratorio, la Giraffa e il Bruco. Nel territorio giraffino ha realizzato ad esempio la Fontanina per la Contrada della Giraffa, fusa in bronzo nel 1970 insieme all'architetto Salvadore Bocci, sul cui retro, dentro la società della contrada, è stata posizionata una grande composizione di figure in terracotta raffigurante la praparazione della contrada alla vittoria. Un'altra opera è ubicata dentro la società di contrada nella sala delle Vittorie, fatta nel 1993 in terracotta e muratura.
Nel territorio della contrada del Bruco è posizionata la Rinascita, realizzata nel 1995 in stile "Trompe-l'œil", per un concorso indetto dalla contrada nel 1995 in marmo, arenaria senese pietrificata e bronzo.
Olla ha anche realizzato per la sua contrada, la contrada della Lupa, un bronzo raffigurante Acca Larenzia, che secondo un mito romano sarebbe la levatrice di Romolo e Remo, quindi direttamente collegata al simbolo della contrada, per l'inaugurazione della nuova Società della contrada nel 2009.
Sempre in rapporto alla vita contradaiola ha anche realizzato vari Masgalani in argento, premi per la passeggiata storica, tra il 1990 e il 2011.
Ha collaborato molto anche con la Chiesa senese realizzando opere per il Duomo di Siena. Ne è un esempio il candelabro pasquale in bronzo e marmo (2005). Esso rappresenta il ritrovamento del sepolcro vuoto da parte delle tre Marie sia Pietro e Simone al sepolcro, mentre sulla base in marmo si trova un'invocazione in latino dell'artista ("Humillime et ego Templum Virginis Ingredior"). Altre importanti opere per la Chiesa sono il Pastorale in ebano, argento e avorio per l'Arcivescovo di Siena, realizzato nel 2007, ed una Croce processionale in argento, avorio e malachite, realizzata nel 2008.
Ha anche realizzato delle opere poi regalate a papa Giovanni Paolo II sia nel 1996, un piatto donato dalle contrade senesi, sia per il Giubileo del 2000, un San Sebastiano donato dai Vigili Urbani d'Italia.

### Pittura
Olla oltre alla scultura Olla si è dedicato molto anche alla pittura, non solo perché ogni sua scultura è nata da un bozzetto su carta, ma anche perché ha realizzato diversi Palii per la città di Siena e per altre città della Toscana.
Il suo stile di disegno è caratterizzato dai chiariscuri e dalle sue composizioni plastiche, che sono influenzate molto dalla sua impostazione scultorea.
Per il Palio di Siena ha dipinto due drappelloni: il primo del 2 luglio 1976, vinto dalla Contrada della Chiocciola, realizzato per il 700º anniversario della Lega fra la città di Siena e quella di Massa Marittima, e il secondo del 2 luglio 1977, vinto dal Contrada di Valdimontone, in ricorrenza della nascita dell'economista Sallustio Bandini.
Ha anche dipinto dodici Palii per il Balestro del Girifalco di Massa Marittima, uno per il Palio dei somari di Torrita di Siena, due per il Bravìo delle Botti di Montepulciano, uno per Piancastagnaio e uno per Casteldelpiano.

### Bozzetti di costumi storici
Olla ha collaborato con le contrade e la città di Siena, partecipando per due volte al rinnovo dei costumi del Corteo storico, realizzato ogni venti o venticinque anni.
Il primo rinnovo a cui ha collaborato è stato quello del 1981 per le contrade della Chiocciola, ispirandosi alle pitture di Paolo Uccello, e del Leocorno, rifacendosi ai pittori veneziani. Ha partecipato anche al rinnovo dei costumi del corteo storico del Comune di Siena insieme a Sebastiano Morichelli e Ezio Pollai, ridisegnando anche il Carroccio da guerra, riprendendo a esempio l'originale della Battaglia di Montaperti. Nello stesso anno ha realizzato anche i costumi per le manifestazioni storiche di Massa Marittima e Montalcino.
È stato coinvolto di nuovo nel rinnovo delle monture nel 2000 per le contrade della Chiocciola, Leocorno, Lupa e Valdimontone, prendendo come esempio le iconografie della seconda metà del XV secolo, secondo indicazione della commissione comunale. In questi costumi si trovano anche richiami mitologici, riscoperti proprio nel Rinascimento, riproposte soprattutto nell'araldica, nelle decorazioni e nella creazione delle armi. Infatti l'obiettivo dell'artista è creare dei costumi non tanto belli, ma quanto più veritieri possibile.
(Pier Luigi Olla, Intervista "Medaglia della Contrada della Chiocciola")
I bozzetti sono stati realizzati su carta scura, materiale preferito dell'autore per il disegno, e includono anche i particolari: dalle armature ai piccoli gioielli, dalle spade fino alle bandiere. Questi bozzetti sono poi stati donati alle contrade, e in parte sono stati anche esposti, come quelli nella sala delle monture del museo della Chiocciola.

### Arredatore
Anche grazie al diploma di geometra, l'artista ha partecipato alla progettazione dell'allestimento museale della contrada della Chiocciola, del Valdimontone e della Lupa. In quello della Chiocciola, inaugurato nel 1981, in particolare, ha anche progettato le vetrine espositive e un soffitto a cassettoni con gli stemmi delle case nobiliari della contrada.

## Mostre
Olla ha fatto solo una personale nel 1988 al chiostro di Chiesa di San Cristoforo.
Ha partecipato anche a mostre organizzate da altre organizzazioni come "Amare Siena" a Sesto Fiorentino nel 1988, insieme ad altri artisti senesi, a una "Mostra-concorso di arredo plastico" organizzata dal Bruco nel 1999, per promuovere l'arte contemporanea senese. Ha partecipato a una mostra sull'Arte Sacra organizzata dall'Opera di Santa Maria del Fiore tra il 2016 e il 2017, nel quale vennero esposte 18 sue opere a tema sacro.

## Premi
Olla nel 1990 ha ricevuto una medaglia d'oro della riconoscenza senese per il suo lavoro all'interno della città da parte dell'organizzazione del Concistoro del Monte del Mangia.

## Pubblicazioni
Ha partecipato con un articolo alla pubblicazione del Centone, pubblicato nel 2016 in occasione del cinquantesimo dell'ARAS di Siena, presentando uno studio sui "Ritratti del Pellegrinaio". Sono intervenuti con altri articoli Mario Ascheri, Alberto Cornice, Vinicio Serini.